# 29e cérémonie des Satellite Awards
La 29e cérémonie des Satellite Awards, décernés par l'International Press Academy, a lieu le 26 janvier 2025 et récompense les films sortis et les séries télévisées diffusées en 2024.
Les nominations sont annoncées le 16 décembre 2024.

## Palmarès

### Cinéma

#### Meilleur film dramatique
- The Brutalist
  - Cabrini
  - Conclave
  - Dune, deuxième partie (Dune: Part Two)
  - Nickel Boys
  - The Order
  - Sing Sing
  - Young Woman and the Sea

#### Meilleur film musical ou comédie
- Anora
  - Ghostlight
  - Hit Man
  - LaRoy
  - A Real Pain
  - The Substance
  - Thelma
  - Wicked

#### Meilleur film d'animation ou multimédia
- Wallace et Gromit : La Palme de la vengeance (Wallace and Gromit: Vengeance Most Fowl)
  - Flow
  - Vice-versa 2 (Inside Out 2)
  - Memoir of a Snail
  - Mobile Suit Gundam SEED Freedom
  - Le Robot sauvage (The Wild Robot)

#### Meilleure réalisation
- Brady Corbet – The Brutalist
  - Sean Baker – Anora
  - Edward Berger – Conclave
  - Greg Kwedar – Sing Sing
  - RaMell Ross – Nickel Boys
  - Denis Villeneuve – Dune, deuxième partie (Dune: Part Two)

#### Meilleur acteur dans un film dramatique
- Colman Domingo – Sing Sing
  - Adrien Brody – The Brutalist
  - Timothée Chalamet – Un parfait inconnu (A Complete Unknown)
  - Daniel Craig – Queer
  - Ralph Fiennes – Conclave
  - Hugh Grant – Heretic

#### Meilleure actrice dans un film dramatique
- Fernanda Torres – Je suis toujours là (Ainda Estou Aqui)
  - Lily-Rose Depp – Nosferatu
  - Angelina Jolie – Maria
  - Nicole Kidman – Babygirl
  - Saoirse Ronan – The Outrun
  - Tilda Swinton – La Chambre d'à côté (The Room Next Door)

#### Meilleur acteur dans un film musical ou une comédie
- Keith Kupferer – Ghostlight
  - Jesse Eisenberg – A Real Pain
  - Ryan Gosling – The Fall Guy
  - Michael Keaton – Beetlejuice Beetlejuice
  - John Magaro – LaRoy
  - Glen Powell – Hit Man

#### Meilleure actrice dans un film musical ou une comédie
- Demi Moore – The Substance
  - Cynthia Erivo – Wicked
  - Karla Sofía Gascón – Emilia Pérez
  - Mikey Madison – Anora
  - Winona Ryder – Beetlejuice Beetlejuice
  - June Squibb – Thelma

#### Meilleur acteur dans un second rôle
- Guy Pearce – The Brutalist
  - Iouri Borissov – Anora
  - Kieran Culkin – A Real Pain
  - Clarence Maclin – Sing Sing
  - Edward Norton – Un parfait inconnu (A Complete Unknown)
  - Denzel Washington – Gladiator 2

#### Meilleure actrice dans un second rôle
- Ariana Grande – Wicked
  - Danielle Deadwyler – The Piano Lesson
  - Felicity Jones – The Brutalist
  - Margaret Qualley – The Substance
  - Isabella Rossellini – Conclave
  - Zoe Saldaña – Emilia Pérez

#### Meilleur scénario original
- A Real Pain – Jesse Eisenberg
  - Anora – Sean Baker
  - The Brutalist – Brady Corbet et Mona Fastvold
  - Deux sœurs (Hard Truths) – Mike Leigh
  - Les Graines du figuier sauvage (The Seed of the Sacred Fig) – Mohammad Rasoulof
  - The Substance – Coralie Fargeat

#### Meilleur scénario adapté
- Nickel Boys – RaMell Ross et Joslyn Barnes
  - Conclave – Peter Straughan
  - Emilia Pérez – Jacques Audiard
  - The Room Next Door – Pedro Almodóvar
  - Russian Consul – Vuk Drašković et Miroslav Lekic
  - Sing Sing – Clint Bentley, Greg Kwedar, Clarence Maclin et John "Divine G" Whitfield

#### Meilleure photographie
- Dune, deuxième partie (Dune: Part Two) – Greig Fraser
  - The Brutalist – Lol Crawley
  - Gladiator 2 – John Mathieson
  - Maria – Edward Lachman
  - Nickel Boys – Jomo Fray
  - Nosferatu – Jarin Blaschke

#### Meilleur montage
- Dune, deuxième partie (Dune: Part Two) – Joe Walker
  - Anora – Sean Baker
  - The Brutalist – Dávid Jancsó
  - Conclave – Nick Emerson
  - Emilia Pérez – Juliette Welfling
  - Gladiator 2 – Sam Restivo et Claire Simpson

#### Meilleure direction artistique
- Gladiator 2 – Arthur Max, Jille Azis et Elli Griff
  - The Brutalist – Judy Becker, Patricia Cuccia et Mercédesz Nagyváradi
  - Conclave – Suzie Davies, Cynthia Sleiter
  - Dune, deuxième partie (Dune: Part Two) – Patrice Vermette, Shane Vieau
  - Nosferatu – Craig Lathrop, Beatrice Brentnerova
  - Wicked – Nathan Crowley, Lee Sandales

#### Meilleurs costumes
- Wicked – Paul Tazewell
  - Blitz – Jacqueline Durran
  - Dune, deuxième partie (Dune: Part Two) – Jacqueline West
  - Gladiator 2 – Janty Yates et Dave Crossman
  - Maria – Massimo Cantini Parrini
  - Nosferatu – Linda Muir

#### Meilleur son
- Wicked – Simon Hayes, John Marquis, Andy Nelson et Nancy Nugent Title
  - Un parfait inconnu (A Complete Unknown) – Ted Caplan, David Giammarco, Tod Maitland, Paul Massey et Donald Sylvester
  - Dune, deuxième partie (Dune: Part Two) – Ron Bartlett, Doug Hemphill, Gareth John et Richard King
  - Emilia Pérez – Hortense Bailly, Aymeric Devoldère, Cyril Holtz et Carolina Santana
  - Gladiator 2 – Stéphane Bucher, Matthew Collinge, Paul Massey et Danny Sheehan
  - Twisters – Christopher Boyes, Pete Horner, Al Nelson et Bjørn Ole Schroeder

#### Meilleurs effets visuels
- Gladiator 2 – Mark Bakowski, Neil Corbould, Nikki Penny et Pietro Ponti
  - Dune, deuxième partie (Dune: Part Two) – Stephen James, Paul Lambert, Gerd Nefzer et Rhys Salcombe
  - La Planète des singes : Le Nouveau Royaume (Kingdom of the Planet of the Apes) – Rodney Burke, Paul Story, Stephen Unterfranz et Erik Winquist
  - Mufasa : Le Roi lion  (Mufasa: The Lion King) – Audrey Ferrara et Adam Valdez
  - City of Darkness (Twilight of the Warriors: Walled In) – Garrett Lam, Jules Lin et Kwok-Leung Yu
  - Wicked – Paul Corbould, Jonathan Fawkner, Pablo Helman et Dave Shirk

#### Meilleure chanson originale
- Mi Camino - (Camille et Clément Ducol) - Emilia Pérez
  - El mal - (Camille et Clément Ducol) - Emilia Pérez
  - "The Journey" - Messagères de guerre (The Six Triple Eight) – Diane Warren
  - "Kiss the Sky" - Le Robot sauvage (The Wild Robot) – Delacey, Jordan Johnson, Stefan Johnson, Maren Morris, Michael Pollack et Ali Tamposi
  - "Never Too Late" - Elton John: Never Too Late – Elton John et Brandi Carlile
  - "Winter Coat" - Blitz – Nicholas Britell, Steve McQueen et Taura Stinson

#### Meilleure musique de film
- Emilia Pérez – Clément Ducol et Camille
  - The Brutalist – Daniel Blumberg
  - Conclave – Volker Bertelmann
  - Dune, deuxième partie (Dune: Part Two) – Hans Zimmer
  - La Chambre d'à côté (The Room Next Door) – Alberto Iglesias
  - Le Robot sauvage (The Wild Robot) – Kris Bowers

#### Meilleur film en langue étrangère
- Radio Prague, les ondes de la révolte (Vlny)  République tchèque
  - La Jeune Femme à l'aiguille (Pigen med nålen) -  Pologne  Suède  Danemark
  - Je suis toujours là (Ainda Estou Aqui)  Brésil
  - Reinas  Pérou  Suisse)
  - Les Graines du figuier sauvage (The Seed of the Sacred Fig)  États-Unis  Allemagne
  - The Wait  Espagne

#### Meilleur film documentaire
- Super/Man : L'Histoire de Christopher Reeve
  - The Bloody Hundredth
  - Dahomey
  - Elizabeth Taylor: The Lost Tapes
  - Je suis : Céline Dion (I Am: Celine Dion)
  - No Other Land
  - Porcelain War
  - Sugarcane

### Télévision

#### Meilleure série télévisée dramatique
- Slow Horses
  - La Diplomate (The Diplomat)
  - Matlock (en)
  - Shōgun
  - Squid Game

#### Meilleure série télévisée musicale ou comique
- Hacks
  - Abbott Elementary
  - The Curse
  - English Teacher
  - Only Murders in the Building
  - Platonic

#### Meilleure série télévisée de genre
- What We Do in the Shadows
  - Martin Scorsese Presents: The Saints
  - Mr. & Mrs. Smith
  - Silo

#### Meilleure mini-série ou du meilleur téléfilm
- Ripley
  - Mon petit renne (Baby Reindeer)
  - Feud: Les Trahisons de Truman Capote (Feud: Capote vs The Swans)
  - Masters of the Air
  - The Penguin
  - Le Sympathisant (The Sympathizer)

#### Meilleur acteur dans une série télévisée dramatique ou une série de genre
- Hiroyuki Sanada – Shōgun
  - Donald Glover – Mr. & Mrs. Smith
  - Jake Gyllenhaal – Présumé innocent
  - Gary Oldman – Slow Horses
  - Eddie Redmayne – The Day of the Jackal
  - Billy Bob Thornton – Landman

#### Meilleure actrice dans une série télévisée dramatique ou une série de genre
- Kathy Bates – Matlock (en)
  - Carrie Coon – The Gilded Age
  - Maya Erskine – Mr. & Mrs. Smith
  - Keri Russell – La Diplomate
  - Anna Sawai – Shōgun
  - Imelda Staunton – The Crown

#### Meilleur acteur dans une série télévisée musicale ou comique
- Patrick Brammall – Colin from Accounts
  - Adam Brody – Nobody Wants This
  - Nathan Fielder – The Curse
  - Seth Rogen – Platonic
  - Martin Short – Only Murders in the Building
  - Jeremy Allen White – The Bear

#### Meilleure actrice dans une série télévisée musicale ou comique
- Emma Stone – The Curse
  - Kristen Bell – Nobody Wants This
  - Quinta Brunson – Abbott Elementary
  - Ayo Edebiri – The Bear
  - Selena Gomez – Only Murders in the Building
  - Jean Smart – Hacks

#### Meilleur acteur dans une mini-série ou un téléfilm
- Colin Farrell – The Penguin
  - Richard Gadd – Mon petit renne (Baby Reindeer)
  - Tom Hollander – Feud: Les Trahisons de Truman Capote (Feud: Capote vs The Swans)
  - Andrew Scott – Ripley
  - Callum Turner – Masters of the Air
  - Hoa Xuande – Le Sympathisant (The Sympathizer)

#### Meilleure actrice dans une mini-série ou un téléfilm
- Cate Blanchett – Disclaimer
  - Jodie Foster – True Detective: Night Country
  - Jessica Gunning – Mon petit renne (Baby Reindeer)
  - Nicole Kidman – Les Expatriées (Expats)
  - Cristin Milioti – The Penguin
  - Naomi Watts – Feud: Les Trahisons de Truman Capote (Feud: Capote vs The Swans)

#### Meilleur acteur dans un second rôle dans une série, téléfilm ou mini-série
- Robert Downey Jr. – Le Sympathisant (The Sympathizer)
  - Tadanobu Asano – Shōgun
  - Walton Goggins – Fallout
  - Ebon Moss-Bachrach – The Bear
  - Chris Perfetti – Abbott Elementary
  - Benny Safdie – The Curse

#### Meilleure actrice dans un second rôle dans une série, téléfilm ou mini-série
- Diane Lane – Feud: Les Trahisons de Truman Capote (Feud: Capote vs The Swans)
  - Hannah Einbinder – Hacks
  - Moeka Hoshi – Shōgun
  - Nava Mau – Mon petit renne (Baby Reindeer)
  - Saskia Reeves – Slow Horses
  - Kristen Schaal – What We Do in the Shadows

## Nominations multiples

### Cinéma
- 10 : The Brutalist
- 9 : Dune, deuxième partie
- 8 : Conclave, Emilia Pérez
- 7 : Gladiator 2, Wicked
- 6 : Anora
- 5 : Sing Sing
- 4 : Nickel Boys,  Nosferatu,  A Real Pain, The Substance
- 3 : Un parfait inconnu, Maria, La Chambre d'à côté,  Le Robot sauvage
- 2 : Beetlejuice Beetlejuice, Blitz, Ghostlight, Hit Man, Je suis toujours là, LaRoy, Les Graines du figuier sauvage, Thelma